# 中国鉄路済南局集団有限公司
中国鉄路済南局集団有限公司（ちゅうごくてつろさいなんきょくゆうげんコンス）は、中華人民共和国中国国家鉄路集団に属する鉄道運営会社の一つである。旧称は済南鉄路局。略称は済南局、済局。
管轄範囲は山東省内と周辺の鉄道路線であり、京滬線と京九線の山東省內を受け持つ。また省内の膠済線、膠新線、兗石線、藍煙線などの幹線を管理しており、青島、煙台、日照の三大港の鉄道を管理している。済南鉄路局の管理する路線の総延長は8283.9㎞（複線区間2125.8㎞）。駅数310（2007年）、その中で特等駅が4、一等駅10、二等駅40、三等以下の駅が241となっている。済局は2007年度中国企業500の中で155位と全国各路局では中の上である。

## 管轄範囲
- 京滬線：北京局との境界はK371+000、上海局との境界はK859+000
- 京九線：北京局とのK372+777、鄭州局との境界はK650+333
- 隴海線：連雲港駅0+000、鄭州局との境界はK354+000

## 機務段
- 済南機務段(済局済段)
- 済南西機務段(済局西段)
- 威海市地方鉄路威海機務段（威局威段）

## 客運段
客運段は旅客管理と乗務員区を兼ねる。
- 済南客運段
- 青島客運段

## 特等駅
- 済南駅（客貨運用駅)
- 青島駅（旅客専用）
- 済西駅（中国十大貨物ネットワーク編成駅のひとつ）
- 済南西駅（旅客専用）